# Liam Brown
Liam Brown (* 6. April oder 7. April 1999 in Glasgow) ist ein schottischer Fußballspieler.

## Karriere
Liam Brown wurde im Jahr 1999 in der schottischen Metropole Glasgow geboren. Er begann seine Karriere als Kind im Stadtteil Toryglen beim Premo Boys Club. Von 2011 bis 2016 spielte er in der Jugend des FC Queen’s Park. Am 13. Februar 2016 gab er sein Debüt für die Erste Mannschaft des Vereins im Ligaspiel gegen den FC East Stirlingshire. Bis zum Ende der Saison 2015/16 kam er zu sieben weiteren Einsätzen und erzielte ein Tor gegen Elgin City. In den Aufstieg-Play-offs gelang der Aufstieg in die dritte schottische Liga. In der folgenden Drittligasaison kam er 16 Ligaeinsätze, bei denen er ohne Torerfolg blieb. Im Juni 2017 wechselte Brown zum schottischen Erstligisten FC Motherwell. Am 12. Mai 2018, debütierte er nach einer Einwechslung für Ross MacLean in der Profimannschaft gegen Hamilton Academical.